# Duplominona krameri
Duplominona krameri är en plattmaskart som beskrevs av Ax 1977. Duplominona krameri ingår i släktet Duplominona och familjen Monocelididae. Inga underarter finns listade i Catalogue of Life.